# سد داگوانگبا
سد داگوانگبا (به لاتین: Daguangba Dam) یک سد و نیروگاه برقابی در چین است که در Dongfang, Hainan واقع شده‌است.